# ミシュコルツ - バーンレヴェ - オーズド線
ミシュコルツ - バーンレヴェ - オーズド線（ハンガリー語;Miskolc–Bánréve–Ózd-vasútvonal）は、ハンガリー国鉄の鉄道線の名称である。路線番号は92。

## 歴史
オーストリア＝ハンガリーの二重帝国が成立した当時に、ゲメル＝キシュホント州（Gömör és Kishont vármegye）の鉱石・銅鉱床および林業・鉄鋼産業団地に鉄道網を構築することが必要であった。1870年6月29日ゲメル産業鉄道（Gömörer Industriebahn）に関する建設許可が1870年法律31号によりプルスキ・フェレンツ（Pulszki Ferenc Aurél Emanuel, 1814~1897）とベーテル・シュトラウスベルク（Bethel Henry Strousberg, 1823~1884）が合資したコンソシアムに与えられた。1871年ヘルマン・バッハシュタイン代表（Hermann Bachstein, 1834~1908）のベルリン鉄道会社は建設を開始したものの、ほかの鉄道プロジェクトについて支給能力がなくて、建設は遅延した。ハンガリー政府は残りの建設事業と向後の運営権を、コンソシアム側の「逆の利子支給保証」を交換条件として引き受けた。ハンガリー交通省はバッハシュタインに建設免許を新たに与えた。
1871年6月13日ミシュコルツ - バーンレーヴェ間は隣接地方鉄道 (Vizinalbahn) としてすでに開通された。1873年9月10日この路線はフュレク（現在フィヤコヴォ）まで延長された。1872年11月1日にバーンレーヴェからオズド・ナダシュド方面の分岐線が開通された。
第一次世界大戦の終戦後、チェコスロバキア共和国が独立して国境線はバーンレーヴェの境界線に確定された。その結果、フィヤコヴォ - ドブシナ間の列車の場合、ハンガリーにあるバーンレーヴェ駅で方向転換が必要であった。この状況を解決するために、チェコスロバキア鉄道部隊は新たに設置されたレナルトヴツェ駅とアボヴツェ駅を1920年9月に1.1 kmの曲線線路で連結した。両駅はその時に境界駅となって、バーンレーヴェ - アボヴツェ区間は廃止された。
1938年に第一次ウィーン裁定により国境線が消滅して、バーンレーヴェ - フィヤコヴォ区間は1945年までハンガリー路線網に編入された。
2009年12月にバーンレーヴェ - レナルトヴツェ区間の旅客列車運行は中止された。

## 運行形態[4]

### 快速(Ex)
- シャヨー号：　カズィンツバルツィカ → ミシュコルツ・ゲメリ → ブダペスト東駅　【日曜運行】
日曜日限定で、一日片道1本の運行。ミシュコルツ以南は、短絡線経由で80号線に直通する。92号線内は、途中、シャヨーセントペーテル、シャヨーエチェグ、ミシュコルツ・ゲメリにのみ停車する。
2023年度に運行を開始した。当初は特急（ジェルシュ）の種別であったが、2023年4月2日より特別快速(Ex)に種別変更され、シャヨーの愛称名がつけられた[5]。

### 普通
- ミシュコルツ・ティサイ - オーズド
普通列車のみ、2時間に1本の運行。なお、シルマベシェニェーは、94号線直通列車のみが停車し、オーズド方面の列車は全て通過する。
2020年以前は、全列車ほぼ各駅に停車していた（ただしシルマベシェニェーは通過）。現在休止中のピアツテール、シャヨーネーメティにも全列車が、ベレンテにも一部が停車していた。

## 駅一覧
以下では、ハンガリー国鉄92号線の駅と営業キロ、停車列車、接続路線などを一覧表で示す。
- 種別
  - Ex：特別快速
  - Sz：普通

- 停車駅
  - ■印：全列車停車
  - ●印：大部分停車、一部通過
  - ○印：大部分通過、一部停車
  - ｜印：全列車通過

| 路線名 | 駅名                                                | 駅間営業キロ | 累計営業キロ | Ex | Sz | 接続路線                                                                      | 所在地                                 | 所在地                 |
| ------ | --------------------------------------------------- | ------------ | ------------ | -- | -- | ----------------------------------------------------------------------------- | -------------------------------------- | ---------------------- |
| 92     | ミシュコルツ・ティサイ駅                            | -            | 0            |    | ■  | 80号線（ニーレジハーザ方面、ブダペスト方面） 90号線（ヒダシュネーメティ方面） | ボルショド・アバウーイ・ゼンプレーン県 | ミシュコルツ郡         |
| 92     | ミシュコルツ・ゲメリ駅                              | 2            | 2            | ■  | ■  | 90号線（ブダペスト方面）                                                      | ボルショド・アバウーイ・ゼンプレーン県 | ミシュコルツ郡         |
| 92     | シルマベシェニェー駅(*1)                            |              | (6)          | ｜ | ｜ |                                                                               | ボルショド・アバウーイ・ゼンプレーン県 | ミシュコルツ郡         |
| 92     | シャヨーケレストゥール駅                            | 7            | 9            | ｜ | ○  |                                                                               | ボルショド・アバウーイ・ゼンプレーン県 | ミシュコルツ郡         |
| 92     | シャヨーエチェグ駅                                  | 2            | 11           | ■  | ●  | 94号線（トルナナーダシュカ方面）                                              | ボルショド・アバウーイ・ゼンプレーン県 | ミシュコルツ郡         |
| 92     | シャヨーセントペーテル・ピアツテール駅（休止中 *2） |              | (16)         | ｜ | ｜ |                                                                               | ボルショド・アバウーイ・ゼンプレーン県 | ミシュコルツ郡         |
| 92     | シャヨーセントペーテル駅                            | 6            | 17           | ■  | ■  |                                                                               | ボルショド・アバウーイ・ゼンプレーン県 | ミシュコルツ郡         |
| 92     | ベレンテ駅（休止中 *2）                             |              | (20)         | ｜ | ｜ |                                                                               | ボルショド・アバウーイ・ゼンプレーン県 | カズィンツバルツィカ郡 |
| 92     | カズィンツバルツィカ下駅                            | 6            | 23           | ｜ | ●  |                                                                               | ボルショド・アバウーイ・ゼンプレーン県 | カズィンツバルツィカ郡 |
| 92     | カズィンツバルツィカ駅                              | 2            | 25           | ■  | ■  |                                                                               | ボルショド・アバウーイ・ゼンプレーン県 | カズィンツバルツィカ郡 |
| 92     | シャヨーカザ駅                                      | 3            | 28           |    | ○  |                                                                               | ボルショド・アバウーイ・ゼンプレーン県 | カズィンツバルツィカ郡 |
| 92     | ヴァドナ駅                                          | 2            | 30           |    | ○  |                                                                               | ボルショド・アバウーイ・ゼンプレーン県 | カズィンツバルツィカ郡 |
| 92     | ドゥビチャーニ駅                                    | 4            | 34           |    | ○  |                                                                               | ボルショド・アバウーイ・ゼンプレーン県 | オーズド郡             |
| 92     | プトノク駅                                          | 5            | 39           |    | ■  |                                                                               | ボルショド・アバウーイ・ゼンプレーン県 | オーズド郡             |
| 92     | ポゴニプスタ駅                                      | 5            | 44           |    | ○  |                                                                               | ボルショド・アバウーイ・ゼンプレーン県 | オーズド郡             |
| 92     | バーンレヴェ駅                                      | 2            | 46           |    | ■  |                                                                               | ボルショド・アバウーイ・ゼンプレーン県 | オーズド郡             |
| 92     | バーンレーヴェイ・ヴィーズミュー駅                  | 2            | 48           |    | ○  |                                                                               | ボルショド・アバウーイ・ゼンプレーン県 | オーズド郡             |
| 92     | シャヨーネーメティ駅（休止中 *2）                   |              | (50)         |    | ｜ |                                                                               | ボルショド・アバウーイ・ゼンプレーン県 | オーズド郡             |
| 92     | オーズド下駅                                        | 7            | 55           |    | ■  |                                                                               | ボルショド・アバウーイ・ゼンプレーン県 | オーズド郡             |
| 92     | オーズド駅                                          | 3            | 58           |    | ■  |                                                                               | ボルショド・アバウーイ・ゼンプレーン県 | オーズド郡             |

(*1): 94号線の列車のみ停車。

(*2): 2020年末に休止。